# Cussonia sessilis
Cussonia sessilis là một loài thực vật có hoa trong Họ Cuồng cuồng. Loài này được Lebrun mô tả khoa học đầu tiên năm 1934.